# Владимир Жедрински
Владимир Иванович Жедрински (Москва, 30. мај 1899 — Париз, 30. април 1974) био је српски сценограф, костимограф, карикатуриста и цртач стрипова руског порекла. 
После завршене Академије лепих уметности и Архитектонског одсека Политехничке школе у Кијеву, настанио се у Сомбору 1920, где се издржавао цртајући карикатуре. На препоруку Јована Бијелића од 1921. у Народном позоришту у Београду запослио се као сликар-декоратер, а затим је радио као костимограф и сценограф Драме, Опере и Балета.  
Углед истакнутог илустратора, стрип-мајстора и карикатуристе стекао је у дневном листу „Политика”. Илустровао је страницу ”Женски свет”, подлистак ”Политика за децу”, за који је осмислио дуговечно графичко решење заглавља, а такође и ступце ревијалних, божићних и ускршњих издања листа. Његови стрип радови „Руслан и Људмила” (по поеми А. С. Пушкина) и „Породица Забавчић”  (сценарио Р. Томић), које је радио за „Политику за децу” 1938. и 1939, постали су незаобилазни у каснијим историографским разврставањима и вредновањима домаћег стрипа. Карикатуре и стрипове цртао је и за „Политикин Забавник” од 1939. до 1941.  
Бавио се и илустрацијама књига попут оних у дечијој књизи „Велики и мали“ прерано преминуле српске књижевнице Селене Дукић (1910-1935). Ову књигу је објавио Геца Кон у 7. колу своје чувене едиције „Златна књига“ и то постхумно 1937. Осим карикатуре Селене Дукић насталог 1933. године
, Жедрински је аутор бројних карикатура ”Политикиних” новинара и уредника, као и позоришних стваралаца. 
1941. је у дневном листу „Ново време” преузео рубрику „За нашу децу”, а ангажовао се и као илустратор и карикатурист колаборационистичке „Обнове”. Потом је прешао у Загреб, на место главног сценографа Хрватског народног казалишта, а сарађивао је и с марионетским недељником „Спремност” Усташког покрета Загреб, који је постао водеће гласило по успостављању Независне државе Хрватске. После Резолуције Информбироа 1948. пао је у немилост југословенских власти, те је 1950. емигрирао у Казабланку, а 1952. у Париз. 